# تحلیل تلرانس
تحلیل تلرانس (در بعضی منابع فارسی تحلیل تولرانس نیز گفته می شود)(به انگلیسی: Tolerance analysis) یک اصطلاح کلی در حوزه مطالعاتی تغییرات انباشته شده اندازه ها، به طور بالقوه است که در قطعات یا مجموعه های مونتاژی در مهندسی مکانیک مطرح است. البته می توان از ایده این کار در حوزه های دیگر نیز استفاده کرد. 
هدف این فعالیت، ارزیابی اندازه گذاری و تلرانس گذاری هندسی و ابعادی است و شامل روشهای دوبعدی، سه بعدی و مبدل مبنا می شود. 